# Fascinus

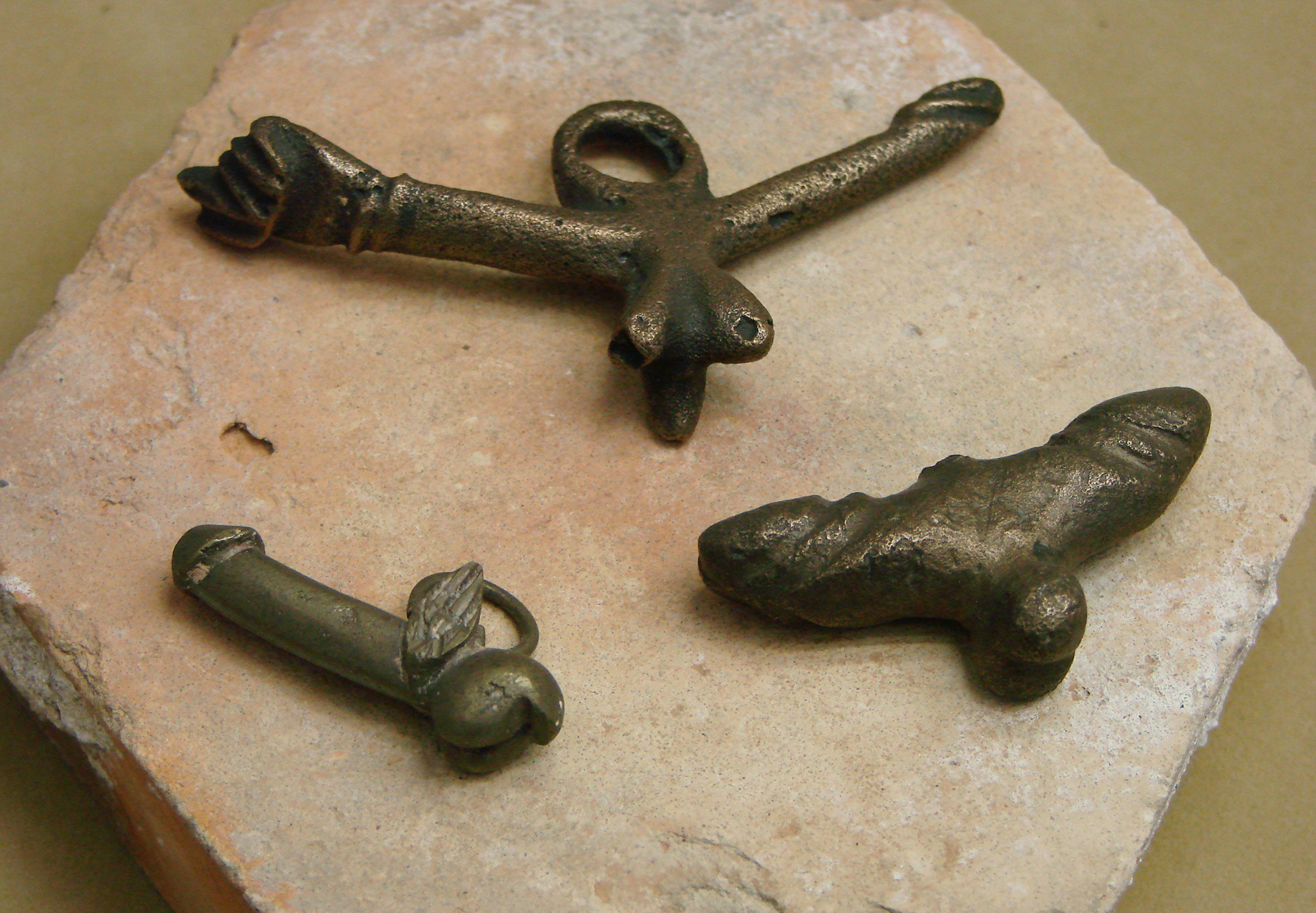
Esemplare gallo-romano di fascinum bronzeo

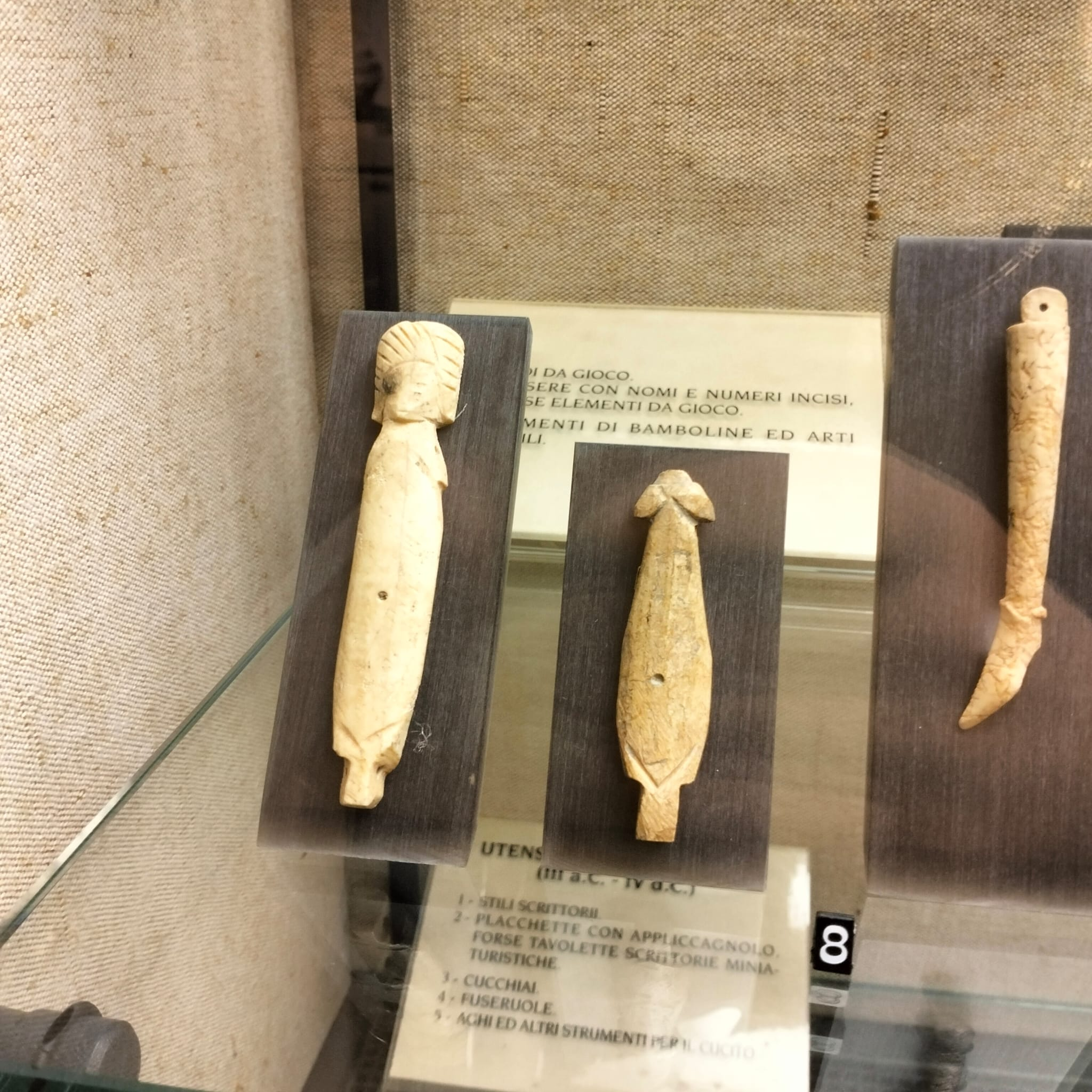
Fascinus italico in osso

Nell'antica religione romana il termine fascinum (o fascinus) poteva riferirsi a differenti cose: al dio Priapo (nominato anche Fascinus da Plinio il Vecchio), alle effigi ed agli amuleti fallici contro il malocchio ed infine agli incantesimi per stregare qualcuno o qualcosa. Plinio il Vecchio afferma che il fascinus, inteso come l'amuleto, funge da medicus invidiae, ossia un rimedio per l'invidia ed il malocchio.

## Religione pubblica
Plinio asserisce che il fascinus populi romani era custodito nel Tempio di Vesta e che facesse parte dei sacra romana, ossia gli oggetti sacri associati all'origine della città, nascosti e protetti dalle Vergini Vestali. Da alcuni autori è stato perciò associato al Palladio. Alcuni miti romani, come la nascita di Servio Tullio, fanno intendere che il fallo fosse l'incarnazione della forza generatrice maschile presente nella terra, considerata sacra. Quando un generale celebrava un trionfo veniva appeso un fascinus sotto il carro per proteggerlo dall'invidia.
Agostino d'Ippona, la cui principale fonte si presuppone fosse stata un'opera teologica perduta di Varrone, annota che durante la festa annuale di Liber, il Dio romano identificato con Dioniso e Bacco, veniva portata in processione un'immagine fallica che aveva il compito di proteggere i campi dalla fascinatio, ossia l'incantesimo negativo:
Essendo un fallo divinizzato, il fascinus può essere messo in relazione con Mutunus Tutunus, il cui tempio risaliva alle origini della città, e con Priapo, importato dai Greci.

## Simbolismo magico

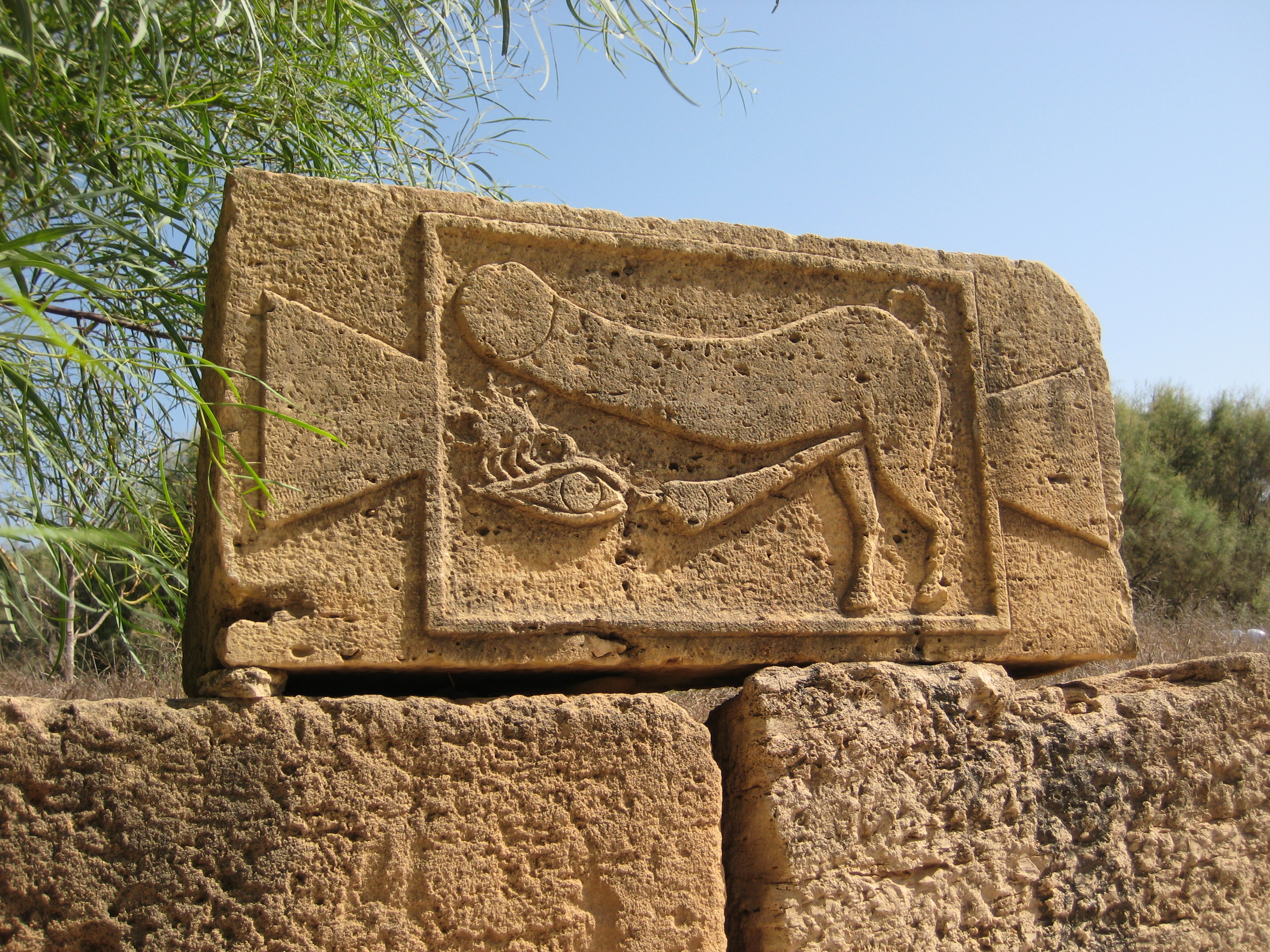
Bassorilievo in Leptis Magna raffigurante un fallo con gambe che eiacula in un malocchio su cui siede uno scorpione

Una rappresentazione grafica del fascinus e della sua funzione apotropoaica nei confronti del malocchio è visibile in un mosaico romano che mostra un fallo eiaculare in un occhio. Il motivo era talmente conosciuto che ne sono sopravvissuti diversi bassorilievi in Leptis Magna. Una scultura di terracotta del I secolo a. C. mostra due piccoli uomini-fallo che segano in due un occhio.
Nella cultura romana gli amuleti fallici - spesso alati - erano una costante; erano rinvenibili sotto forma di gioielli, campanellini e lampade. Si pensava che questi falli avessero la capacità di allontanare il male dai bambini, in particolare se maschi. Varrone riporta la moda di appendere turpicula al collo dei bambini, il che è confermato dal ritrovamento di una collana con un fallo in rilievo dalla grandezza tale che solo un bambino poteva indossarla. Anche se il fallo, quindi, aveva una funzione di protezione dal male, erano usati altri simbolismi per cacciare le influenze negative, quali ad esempio sputare fra le pieghe della propria veste. Plinio il Vecchio ci riferisce, inoltre, che si usava porre dei saturica signa, ovvero dei falli nei giardini e sui terreni, in modo da proteggere i frutti dagli invidiosi. La cosa è confermata anche da Orazio, che dedica una propria satira ad un pezzo di legno trasformato da un falegname in una statua di Priapo dal membro virile eretto e rosso (obscaenoque ruber porrectus ab inguine palus) e posto in un campo per cacciare i ladri e gli uccelli.

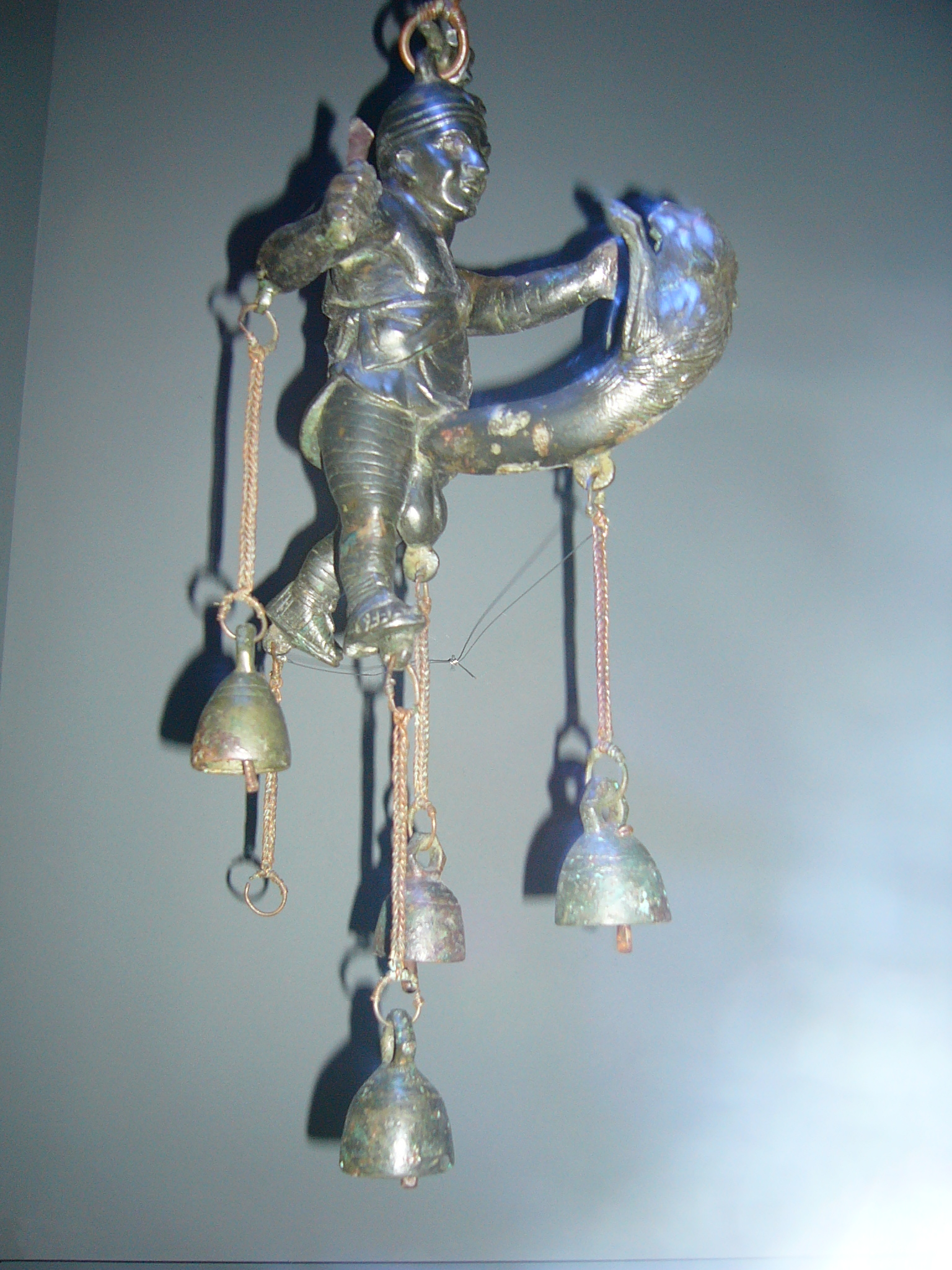
Un tintinnabulum trovato ad Ercolano, con un fallo rappresentato come bestia in combattimento con un uomo

L'amuleto rappresentante un pugno ed un fallo, invece, era in voga fra i militari. Esso consisteva di una mano, generalmente chiusa a pugno, e di un fallo dalla parte opposta. Molti esemplari presentano inoltre un pugno che "fa la fica" (pollice fra l'indice ed il medio), un gesto che si credeva portasse fortuna. Nelle zone militari sono state ritrovate inoltre alcune sculture che mostrano un pene eretto ed una vulva, probabilmente anch'esse apotropaiche. La più vasta collezione conosciuta è stata trovata a Camulodunum. Altri ritrovamenti sono stati fatti nel 2011 da semplici cittadini; sono stati trovati falli alati, un pene d'oro che funge da ciondolo ed un manico di un coltello intarsiato in modo da rappresentare una coppia che pratica il coito.

## Etimologia
La parola italiana "affascinare" deriva dal latino fascinare, derivato da fascinus e complementare al lemma italiano "fascino". Il significato originario "malia, influenza malefica che si ritiene possa emanare dallo sguardo degli invidiosi, degli adulatori" è condiviso anche dal termine latino, ma "fascino" ha successivamente originato una connotazione metaforica che indica "potenza di attrazione e di seduzione". Catullo usa la parola nel carmen VII, dove asserisce di avere un desiderio di tanti baci da non poter essere contati dai maliziosi né "fascinati" dalle malelingue. Nel carmen V si sottolinea che questo stato di beatitudine amorosa attrae "invidia", ricollegabile alle malelingue suddette ed ai loro potenziali malocchi.

## Note

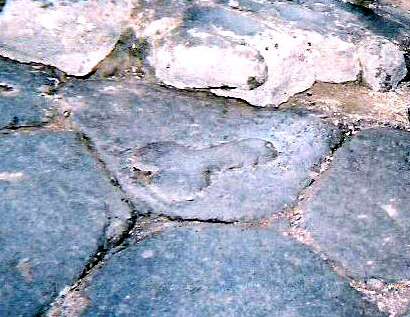
Fallo inciso su una pietra pavimentaria, a Pompei